# Danh sách di sản văn hóa Tây Ban Nha được quan tâm ở hạt Ripollès (tỉnh Girona)
Danh sách di sản văn hóa Tây Ban Nha được quan tâm ở hạt Ripollès (tỉnh Girona).

## Di tích theo thành phố

### C

#### Campdevánol(Campdevànol)
| Tên                                 | Dạng    | Địa điểm    | Tọa độ                                        | Số hồ sơ tham khảo? | Ngày nhận danh hiệu? | Hình ảnh     |
| ----------------------------------- | ------- | ----------- | --------------------------------------------- | ------------------- | -------------------- | ------------ |
| Mas Castillo (Edificio fortificado) | Di tích | Campdevánol | 42°13′23″B 2°10′20″Đ / 42,223163°B 2,172251°Đ | RI-51-0005835       | 08-11-1988           | Upload image |

#### Campellas(Campelles)
| Tên               | Dạng            | Địa điểm  | Tọa độ                                        | Số hồ sơ tham khảo? | Ngày nhận danh hiệu? | Hình ảnh                             |
| ----------------- | --------------- | --------- | --------------------------------------------- | ------------------- | -------------------- | ------------------------------------ |
| Lâu đài Campellas | Di tích Lâu đài | Campellas | 42°17′42″B 2°08′21″Đ / 42,295101°B 2,139141°Đ | RI-51-0005836       | 08-11-1988           | Castillo de Campellas · Upload image |

#### Camprodón(Camprodon)
| Tên                         | Dạng            | Địa điểm        | Tọa độ                                        | Số hồ sơ tham khảo? | Ngày nhận danh hiệu? | Hình ảnh                                         |
| --------------------------- | --------------- | --------------- | --------------------------------------------- | ------------------- | -------------------- | ------------------------------------------------ |
| Lâu đài Bestrecá            | Di tích Lâu đài | Camprodón       | 42°17′39″B 2°30′55″Đ / 42,294297°B 2,515403°Đ | RI-51-0005842       | 08-11-1988           | Upload image                                     |
| Lâu đài Camprodón           | Di tích Lâu đài | Camprodón       | 42°18′45″B 2°21′59″Đ / 42,312393°B 2,366389°Đ | RI-51-0005838       | 08-11-1988           | Castillo de Camprodón · Upload image             |
| Lâu đài Creixenturri        | Di tích Lâu đài | Camprodón       | 42°17′52″B 2°22′32″Đ / 42,297781°B 2,375583°Đ | RI-51-0005839       | 08-11-1988           | Castillo de Creixenturri · Upload image          |
| Lâu đài Rocabruna           | Di tích Lâu đài | Camprodón       | 42°19′46″B 2°27′11″Đ / 42,329472°B 2,453194°Đ | RI-51-0005841       | 08-11-1988           | Castillo de Rocabruna · Upload image             |
| Castellot                   | Di tích         | Camprodón       | 42°17′24″B 2°28′00″Đ / 42,289942°B 2,466706°Đ | RI-51-0005843       | 08-11-1988           | Upload image                                     |
| Nhà thờ San Cristóbal Beget | Di tích Nhà thờ | Camprodón Beget | 42°19′15″B 2°28′48″Đ / 42,320944°B 2,479894°Đ | RI-51-0000572       | 03-06-1931           | Iglesia de San Cristóbal de Beget · Upload image |
| Tu viện San Pedro Camprodón | Di tích Tu viện | Camprodón       | 42°18′52″B 2°22′10″Đ / 42,314306°B 2,369444°Đ | RI-51-0000566       | 03-06-1931           | Monasterio de San Pedro · Upload image           |
| Puente nuevo                | Di tích Cầu     | Camprodón       | 42°18′46″B 2°21′53″Đ / 42,31285°B 2,364719°Đ  | RI-51-0004217       | 26-02-1976           | Puente nuevo · Upload image                      |
| Tháp Cavallera              | Di tích Tháp    | Camprodón       | 42°17′51″B 2°20′56″Đ / 42,297389°B 2,348944°Đ | RI-51-0005840       | 08-11-1988           | Torre Cavallera · Upload image                   |

### G

#### Gombreny(Gombrèn)
| Tên                                        | Dạng            | Địa điểm | Tọa độ                                        | Số hồ sơ tham khảo? | Ngày nhận danh hiệu? | Hình ảnh                             |
| ------------------------------------------ | --------------- | -------- | --------------------------------------------- | ------------------- | -------------------- | ------------------------------------ |
| Lâu đài Blancafort                         | Di tích Lâu đài | Gombreny | 42°15′11″B 2°05′06″Đ / 42,253103°B 2,085058°Đ | RI-51-0005925       | 08-11-1988           | Upload image                         |
| Lâu đài Mataplana                          | Di tích Lâu đài | Gombreny | 42°15′44″B 2°03′39″Đ / 42,26224°B 2,060941°Đ  | RI-51-0005923       | 08-11-1988           | Castillo de Mataplana · Upload image |
| Lâu đài Mongrony                           | Di tích Lâu đài | Gombreny | 42°15′58″B 2°05′09″Đ / 42,266244°B 2,085717°Đ | RI-51-0005924       | 08-11-1988           | Castillo de Mongrony · Upload image  |
| Casal Solanllong (Edificación fortificada) | Di tích         | Gombreny | 42°14′19″B 2°03′48″Đ / 42,238606°B 2,063306°Đ | RI-51-0005926       | 08-11-1988           | Upload image                         |

### L

#### Las Llosas(Les Llosses)
| Tên                                        | Dạng            | Địa điểm                         | Tọa độ                                        | Số hồ sơ tham khảo? | Ngày nhận danh hiệu? | Hình ảnh                             |
| ------------------------------------------ | --------------- | -------------------------------- | --------------------------------------------- | ------------------- | -------------------- | ------------------------------------ |
| Casal Portavella (Edificación fortificada) | Di tích Lâu đài | Las Llosas San Martín de Viñales | 42°08′12″B 2°08′13″Đ / 42,136628°B 2,136994°Đ | RI-51-0005947       | 08-11-1988           | Upload image                         |
| Lâu đài Guardia                            | Di tích Lâu đài | Las Llosas                       | 42°08′15″B 2°07′23″Đ / 42,137592°B 2,122922°Đ | RI-51-0005945       | 08-11-1988           | Upload image                         |
| Lâu đài Palmerola                          | Di tích Lâu đài | Las Llosas Palmerola             | 42°09′21″B 2°02′04″Đ / 42,155919°B 2,034306°Đ | RI-51-0006000       | 08-11-1988           | Castillo de Palmerola · Upload image |
| Roca Baborers (Edificación fortificada)    | Di tích Lâu đài | Las Llosas                       | 42°09′57″B 2°08′36″Đ / 42,165911°B 2,143469°Đ | RI-51-0005946       | 08-11-1988           | Upload image                         |

### M

#### Molló
| Tên                              | Dạng            | Địa điểm | Tọa độ                                        | Số hồ sơ tham khảo? | Ngày nhận danh hiệu? | Hình ảnh                                           |
| -------------------------------- | --------------- | -------- | --------------------------------------------- | ------------------- | -------------------- | -------------------------------------------------- |
| Nhà thờ Parroquial Santa Cecilia | Di tích Nhà thờ | Molló    | 42°20′55″B 2°24′18″Đ / 42,348733°B 2,405128°Đ | RI-51-0004370       | 13-06-1979           | Iglesia Parroquial de Santa Cecilia · Upload image |

### O

#### Ogassa
| Tên          | Dạng            | Địa điểm | Tọa độ                                        | Số hồ sơ tham khảo? | Ngày nhận danh hiệu? | Hình ảnh     |
| ------------ | --------------- | -------- | --------------------------------------------- | ------------------- | -------------------- | ------------ |
| Lâu đài Pena | Di tích Lâu đài | Ogassa   | 42°15′55″B 2°12′26″Đ / 42,265342°B 2,207314°Đ | RI-51-0005968       | 08-11-1988           | Upload image |

### P

#### Pardinas(Pardines)
| Tên                          | Dạng            | Địa điểm | Tọa độ                                        | Số hồ sơ tham khảo? | Ngày nhận danh hiệu? | Hình ảnh                                          |
| ---------------------------- | --------------- | -------- | --------------------------------------------- | ------------------- | -------------------- | ------------------------------------------------- |
| Lâu đài Pardinas             | Di tích Lâu đài | Pardinas | 42°18′46″B 2°12′53″Đ / 42,31264°B 2,2148°Đ    | RI-51-0006010       | 08-11-1988           | Upload image                                      |
| Nhà thờ pháo đài San Esteban | Di tích Nhà thờ | Pardinas | 42°18′44″B 2°12′50″Đ / 42,312197°B 2,213875°Đ | RI-51-0006011       | 08-11-1988           | Iglesia fortificada de San Esteban · Upload image |

### R

#### Ribas de Freser(Ribes de Freser)
| Tên                               | Dạng            | Địa điểm        | Tọa độ                                        | Số hồ sơ tham khảo? | Ngày nhận danh hiệu? | Hình ảnh                         |
| --------------------------------- | --------------- | --------------- | --------------------------------------------- | ------------------- | -------------------- | -------------------------------- |
| Lâu đài Ribas (Lâu đài San Pedro) | Di tích Lâu đài | Ribas de Freser | 42°18′35″B 2°10′18″Đ / 42,309856°B 2,171769°Đ | RI-51-0006046       | 08-11-1988           | Castillo de Ribas · Upload image |
| Lâu đài Segura                    | Di tích Lâu đài | Ribas de Freser | 42°18′41″B 2°10′07″Đ / 42,311425°B 2,168556°Đ | RI-51-0006047       | 08-11-1988           | Upload image                     |

#### Ripoll
| Tên                                  | Dạng             | Địa điểm | Tọa độ                                        | Số hồ sơ tham khảo? | Ngày nhận danh hiệu? | Hình ảnh                                           |
| ------------------------------------ | ---------------- | -------- | --------------------------------------------- | ------------------- | -------------------- | -------------------------------------------------- |
| Lâu đài Llaés                        | Di tích Lâu đài  | Ripoll   | 42°09′16″B 2°14′52″Đ / 42,154561°B 2,247747°Đ | RI-51-0006050       | 08-11-1988           | Castillo de Llaés · Upload image                   |
| Nhà thờ pháo đài Santa María Catllar | Di tích Nhà thờ  | Ripoll   | 42°11′31″B 2°10′21″Đ / 42,191917°B 2,172411°Đ | RI-51-0006049       | 08-11-1988           | Upload image                                       |
| Masía Castellpalom                   | Di tích          | Ripoll   | 42°10′31″B 2°14′50″Đ / 42,175192°B 2,247178°Đ | RI-51-0006051       | 08-11-1988           | Upload image                                       |
| Tu viện Santa María Ripoll           | Di tích Tu viện  | Ripoll   | 42°12′05″B 2°11′26″Đ / 42,201389°B 2,190556°Đ | RI-51-0000567       | 03-06-1931           | Monasterio de Santa María de Ripoll · Upload image |
| Bảo tàng Folklórico Ripoll           | Di tích Bảo tàng | Ripoll   |                                               | RI-51-0001356       | 01-03-1962           | Upload image                                       |

### S

#### San Cristóbal de Tosas(Toses)
| Tên                 | Dạng                 | Địa điểm                      | Tọa độ                                        | Số hồ sơ tham khảo? | Ngày nhận danh hiệu? | Hình ảnh     |
| ------------------- | -------------------- | ----------------------------- | --------------------------------------------- | ------------------- | -------------------- | ------------ |
| Lâu đài Tosas       | Di tích Lâu đài      | San Cristóbal de Tosas        | 42°19′31″B 2°01′03″Đ / 42,325194°B 2,017369°Đ | RI-51-0006138       | 08-11-1988           | Upload image |
| Núcleo rural Dorria | Khu phức hợp lịch sử | San Cristóbal de Tosas Dorria | 42°19′59″B 2°04′03″Đ / 42,333036°B 2,067371°Đ | RI-53-0000351       | 04-06-1996           | Upload image |

#### San Juan de las Abadesas(Sant Joan de les Abadesses)
| Tên                          | Dạng            | Địa điểm                 | Tọa độ                                        | Số hồ sơ tham khảo? | Ngày nhận danh hiệu? | Hình ảnh                                              |
| ---------------------------- | --------------- | ------------------------ | --------------------------------------------- | ------------------- | -------------------- | ----------------------------------------------------- |
| Nhà thờ San Pol              | Di tích Nhà thờ | San Juan de las Abadesas | 42°14′03″B 2°17′10″Đ / 42,234078°B 2,286119°Đ | RI-51-0001659       | 23-07-1966           | Iglesia de San Pol · Upload image                     |
| Tháp                         | Di tích Tháp    | San Juan de las Abadesas | 42°13′55″B 2°16′46″Đ / 42,2319°B 2,279461°Đ   | RI-51-0006083       | 08-11-1988           | Upload image                                          |
| Tu viện San Juan Abadesas    | Di tích Tu viện | San Juan de las Abadesas | 42°14′10″B 2°17′12″Đ / 42,236111°B 2,286667°Đ | RI-51-0000565       | 03-06-1931           | Monasterio de San Juan de las Abadesas · Upload image |
| Tháp San Antonio             | Di tích Tháp    | San Juan de las Abadesas | 42°13′41″B 2°17′44″Đ / 42,228044°B 2,295486°Đ | RI-51-0006082       | 08-11-1988           | Torre de San Antonio · Upload image                   |
| Tháp, Tu viện và Villa Vieja | Di tích Tháp    | San Juan de las Abadesas | 42°13′57″B 2°17′13″Đ / 42,2324°B 2,286889°Đ   | RI-51-0006081       | 08-11-1988           | Upload image                                          |

### V

#### Vallfogona(Vallfogona de Ripollès)
| Tên                | Dạng            | Địa điểm   | Tọa độ                                        | Số hồ sơ tham khảo? | Ngày nhận danh hiệu? | Hình ảnh                              |
| ------------------ | --------------- | ---------- | --------------------------------------------- | ------------------- | -------------------- | ------------------------------------- |
| Lâu đài Milany     | Di tích Lâu đài | Vallfogona | 42°09′54″B 2°17′23″Đ / 42,164949°B 2,289822°Đ | RI-51-0006149       | 08-11-1988           | Upload image                          |
| Lâu đài Vallfogona | Di tích Lâu đài | Vallfogona | 42°20′18″B 2°18′07″Đ / 42,338386°B 2,30185°Đ  | RI-51-0006150       | 08-11-1988           | Castillo de Vallfogona · Upload image |
| Tháp Las Horas     | Di tích Tháp    | Vallfogona |                                               | RI-51-0006151       | 08-11-1988           | Upload image                          |

#### Vilallonga de Ter
| Tên          | Dạng    | Địa điểm          | Tọa độ                                        | Số hồ sơ tham khảo? | Ngày nhận danh hiệu? | Hình ảnh                       |
| ------------ | ------- | ----------------- | --------------------------------------------- | ------------------- | -------------------- | ------------------------------ |
| Catllar      | Di tích | Vilallonga de Ter | 42°21′33″B 2°17′29″Đ / 42,35925°B 2,291472°Đ  | RI-51-0006183       | 08-11-1988           | El Catllar · Upload image      |
| Sala         | Di tích | Vilallonga de Ter | 42°20′11″B 2°18′06″Đ / 42,336269°B 2,301783°Đ | RI-51-0006182       | 08-11-1988           | La Sala · Upload image         |
| Roca Pelancá | Di tích | Vilallonga de Ter | 42°19′20″B 2°19′58″Đ / 42,322247°B 2,332861°Đ | RI-51-0006181       | 08-11-1988           | Roca de Pelancá · Upload image |